# NAO (シンガーソングライター)
NAO（ナオ、1982年12月17日 - ）は、日本のシンガーソングライター。大阪府出身。本名：鈴木直明（すずき なおあき）。血液型AB型。

## 概要
- 音楽好きの父親の影響で音楽を始め、3歳から高校時までクラシックピアノを習う。小学3年生の時にはトランペットを、中学1年生の時にはトロンボーンを、高校時代にはバンドを結成してベースを始める。後に、友人に誘われて行ったクラブイベントで影響され、HipHopやR&Bといったクラブミュージックに傾倒していくようになる[1]。
- 海外で人気だったR&B歌手のJOEのアルバムを聴き、そのサウンドに衝撃を受け本格的にR&Bの道に進む。
- 兵庫県立伊丹西高等学校卒業。
- 弟は同じくミュージシャンで3人組ボーカルユニットベリーグッドマンのメンバーHiDEX。

## 略歴
- 2004年
  - 3人組R&B音楽ユニット「Twice」を結成。ボーカルと楽曲制作担当として活動し、シングル「All of you」でインディーズデビュー[1]。この当時より、現在の音楽プロデューサーを務めるDef TechのMicroと親交をもつようになる。
- 2006年
  - ソロ活動に転向するため、Twiceを脱退。ソロシンガーとしてライブを中心に活動を始める。
- 2007年
  - ユニバーサルミュージック内レーベルのFar Eastern Tribe Records傘下に新設された、Microが主催するレーベルのPRIMARY COLOR RECORDZと契約[1]。
  - 10月24日、シングル「Paper Moon」でメジャーデビュー。
- 2008年
  - 5月14日、KAT-TUNのシングル「DON'T U EVER STOP」が発売。収録曲の田口淳之介のソロ楽曲「夏の場所」を提供。他アーティストへの楽曲提供は初。
- 2009年
  - 1月14日、2枚目のシングル「One Way」を発表。1月22日付のiTunes Store総合チャートで初の1位を記録する[2]。
    - 1月16日フジテレビ系情報番組『とくダネ！』メインキャスターの小倉智昭が、「彼みたいな声は好きです」と大絶賛したことで注目を浴び、直後のLISMO Music Searchランキングで1位を獲得、レコチョクのランキングでも急上昇し、iTunesではHY、GReeeeN、青山テルマなどの強豪を抑え、見事1位を獲得した[2]。
    - 「One Way」はMicroと共に制作した楽曲で、Micro本人も歌やコーラスで参加している[2]。
    - 同シングルのカップリング「いつか」も、iTunes Store総合チャートで14位にランクインしている[2]。

  - 6月3日、初のアルバム『The Light』を発売。
    - 収録曲「For you feat.Mayu」はiTunes StorePOPチャート1位を獲得[3]。
- 2012年
  - Village Again Association移籍第一弾となるアルバム「The scenery」を発売[3]。
- 2014年
  - 3rd Album「The serenade」発売[4]。
- 2016年
  - デジタルニューシングル「Retrovert」配信[5]。
- 2020年
  - 女性ボーカリスト「Mayu」と2人でユニット『GRAMLILIA』を結成しアルバム「envision」をリリース[6]。

## ディスコグラフィー

### シングル
- Paper Moon（2007年10月24日）
  - 「Paper Moon」：映画『サクゴエ』主題歌
  - 「君にもらう手紙」：健康家族『夢のにんにく』CMソング
- One Way（2009年1月14日）
- Retrovert（2016年3月4日、デジタル配信）

発売中止
- ここで待とう（2008年3月19日発売予定、UMCF-5019）

### アルバム
- 1st Album「The Light」（2009年6月3日）
  - 初回限定盤DVD付
  - 【タイアップ】収録曲「For You feat.Mayu」：テレビ東京『音風♪』2009年5月度エンディングテーマ、東海テレビ『あげテンッ』2009年6月度エンディングテーマ
- 2nd Album「The scenery」（2012年12月26日）
  - 【タイアップ】収録曲「そんなに遠くない未来」：KBS京都、テレビ神奈川、サンテレビ放送情報番組 「プリママ」2012年12月度エンディングテーマ[7]
- 3rd Album「The serenade」（2014年12月17日）

### 参加作品[8]
- 田口淳之介「夏の場所」（2008年5月14日、KAT-TUN「DON'T U EVER STOP」収録）
  - 作詞（Microとの共作）・作曲提供
- Spontania feat. JUJU「君のすべてに」（2008年8月13日）
  - ピアノ演奏担当
- V.A.『侍コンピ』（2008年9月24日）
  - 「君にもらう手紙」収録
- KAT-TUN「White X'mas」（2008年12月3日）
  - 作曲・編曲提供
- Spontania feat.伊藤由奈「今でもずっと」(2009年1月28日)
  - ピアノ演奏担当
- Micro「ピアノ曲-葉山の空から見える景色」（2009年7月1日「青い糸/カモミールの羽」収録)
  - 作曲提供
- Spontania feat.AZU「同じ空みつめてるあなたに」(2009年10月21日)
  - ピアノ演奏担当
- 田口淳之介「LOVE MUSIC」（2010年6月16日、KAT-TUN「NO MORE PAIИ」収録）
  - 作曲・編曲提供
- CHiE「鍵をかけて」（2010年11月24日）
  - マニピュレート・ボーカルディレクション
- 4Minute「DECEMBER」（2010年12月15日「DIAMOND」収録）
  - 作詞・作曲提供
- CHiE「ほんの少し、ほんと少し」（2011年4月13日）
  - マニピュレート
- 玉木宏「Story of you」「時には」（2011年6月22日「START」収録）
  - 作詞・作曲提供
- 田口淳之介「FINALE」（2012年2月22日、KAT-TUN「CHAIN」収録）
  - 作曲・編曲提供
- KG「僕だけの君でいて欲しい」（2014年6月18日、「Brand New Days」収録）
  - 編曲提供[9]
- THE CRADLE「君色 feat. NAO」（2014年6月18日、「FEEL THE MUSIC」収録）[9]
- 田口淳之介「WHENEVER I KISS YOU」（2010年6月25日、KAT-TUN「Come Here」収録）
  - 作詞・作曲・編曲・コーラス[9]

### テレビ出演[10]
- テレビ埼玉「LIVE Cheese」2009年12月22日放送
  - 12月13日にアリオ川口で行われた公開収録ライブ
- サンテレビ「BIG TIME TELEVISION」2009年12月23日放送
  - 12月5日にアリオ鳳で行われた公開収録ライブ&NAOによる神戸ルミナリエのレポート
- テレビ東京「流派-R」2012年12月21日放送
  - 2ndアルバム「The scenery」インタビュー映像